# Tiralinee
Il tiralinee è uno strumento da disegno che consente di tracciare linee precise mediante l'uso di inchiostro di china o colori (tempera, olio o acrilico) opportunamente diluiti.

## Struttura
Generalmente è costituito da un'impugnatura, che può essere di plastica, metallo o legno, e da una parte costituita da due punte piatte e parallele, solitamente in metallo, la cui distanza è regolabile tramite una ghiera zigrinata che agisce su una vite fissata a una delle due punte.

## Funzionamento
Con l'aiuto di un pennello o di un contagocce si introduce tra le due punte l'inchiostro o il liquido colorante che, a causa della sua tensione superficiale, non scende se non quando si appoggia la punta dell'attrezzo sul foglio e lo si muove per tracciare la linea voluta.  Appoggiando infatti il tiralinee al foglio l'inchiostro entra a contatto con la superficie di questo, viene interrotta la sua tensione di superficie ed esso scende per gravità e per assorbimento da parte della carta.
Il tiralinee permette di tracciare linee nette di spessore che va da un paio di decimi fino a oltre un millimetro. Alcuni modelli, tramite una ghiera di regolazione adeguatamente maggiorata e con avanzamento a scatti, permettono di tracciare linee di spessore calibrato. I tiralinee per uso scolastico sono per lo più ricavati da un unico pezzo di metallo, mentre i modelli professionali sono composti da punte indipendenti, in modo che una delle due possa ruotare in senso perpendicolare a quella fissa, per facilitarne la pulizia. Il puntale del tiralinee è anche presente negli astucci dei compassi come parte intercambiabile, in alternativa al porta-mina. Nell'uso professionale il tiralinee è stato in gran parte soppiantato, prima dai puntali tubolari tipo Rapidograph, poi da pennarelli a punte sottilissime, dai sistemi computerizzati e dai plotter.